# La partizione del sensibile
La partizione del sensibile (Le partage du sensible, 2000) è un saggio del filosofo francese Jacques Rancière.
L'opera si compone di cinque capitoli scritti in forma di risposta ad altrettante domande poste all'autore nell'ambito di un'intervista.
Il saggio rappresenta una delle maggiori opere dell'autore e contiene al suo interno la formulazione compiuta di alcune tra le maggiori teorizzazioni rancieriane, dalla definizione del concetto di "partizione del sensibile" a quello di "regime delle arti", oltre ad un denso confronto del pensiero dell'autore con alcune delle più importanti categorie concettuali del novecento.